# Pardosa papilionaca
Pardosa papilionaca är en spindelart som beskrevs av Chen och Song 2003. Pardosa papilionaca ingår i släktet Pardosa och familjen vargspindlar. Inga underarter finns listade i Catalogue of Life.